# 밥 호스킨스
로버트 윌리엄 "밥" 호스킨스 주니어(Robert William "Bob" Hoskins, Jr., 1942년 10월 26일 ~ 2014년 4월 29일)는 잉글랜드의 배우이다. 그는 대표적으로 코크니 사람과 조직폭력배 역할을 맡기로 유명하다. 그는 롱 굿 프라이데이, 모나리자, 로저 래빗, 후크, 네버랜드, 코튼 클럽, 스노우 화이트 앤 더 헌츠맨 등의 여러 작품에 출연하였다. 그는 칸 영화제 남우주연상, 영국 아카데미 영화상 남우주연상을 수상하였다. 2011년 파킨슨병 진단을 받은 후 은퇴하였다. 투병 중에 폐렴이 악화되어 병원에서 가족들이 지켜보는 가운데 숨을 거뒀다. 향년 73세

## 수상 경력
- 1980년 영국이브닝스탠다드어워즈 남우주연상
- 1986년 바야돌리드국제영화제 남우주연상
- 1986년 제39회 칸 영화제 남우주연상
- 1986년 제7회 보스턴비평가협회상 남우주연상
- 1986년 켄자스시티비평가협회상 남우주연상
- 1986년 제51회 뉴욕비평가협회상 남우주연상
- 1987년 제44회 골든글로브시상식 드라마부문 남우주연상
- 1987년 제12회 LA비평가협회상 남우주연상
- 1987년 제7회 런던비평가협회상 남우주연상
- 1987년 제40회 영국아카데미시상식 남우주연상
- 1988년 영국이브닝스탠다드어워즈 남우주연상
- 1989년 영국이브닝스탠다드어워즈 남우주연상
- 1997년 제10회 유럽영화상 유러피안 남우주연상
- 1999년 지니어워즈 남우주연상
- 2002년 제50회 산세바스찬국제영화제 평생공로상
- 2003년 DVD 익스큐시브 어워즈 DVD부문 남우조연상
- 2007년 옥스포드국제영화제 남우주연상
- 2010년 제38회 국제에미상 남우주연상

## 출연 작품
- 가면의 정사
- 사랑의 꿈
- 이너 써클 - 베리아 역
- 패스 어웨이
- 블루 아이스
- 슈퍼 마리오
- 세기의 영화
- 닉슨 - J. 에드가 후버 역
- 레인보우
- 발토
- 잊혀진 장난감
- 딩 동
- 마이클
- 비밀요원
- 스파이스 월드
- 24 7: 트웬티 포 세븐
- 베티
- 화이트 리버
- 펠리시아의 여행
- 튜브 테일
- 데이빗 코퍼필드
- 어 룸 포 로미오 브레스
- 노리에가
- 돈키호테
- 아메리칸 버진 - 조이 역
- 에너미 앳 더 게이트 - 흐르시초프 역
- 라스트 오더스
- 잃어버린 세계
- 러브 인 맨하탄 - 라이오넬 브로치 역
- 슬리핑 딕셔너리 - 헨리 역
- 웨어 에스키모스 리브
- 베니티 페어
- 비욘드 더 씨 - 찰리 마피아 역
- 더 독 - 바트 역
- 스테이
- 마스크 2 - 마스크의 아들
- 미세스 핸더슨 프리젠츠 - 비비안 반 담 역
- 가필드 2
- 사랑해, 파리
- 할리우드랜드 - 에디 매닉스 역
- 더 윈드 인 더 윌로우스
- 스파클
- 아웃로
- 루비 블루
- 고 고 테일스
- 둠스데이 - 지구 최후의 날 - 빌 넬슨 역
- 크리스마스 캐롤 - 퍼지윅씨 역 (목소리)
- 시빈 브랜도
- 메이드 인 다겐함 - 앨버트 패싱엄 역
- 윌
- 피터팬: 전설의 시작 - 스미 역
- 스노우 화이트 앤 더 헌츠맨 - 뮤어 역
- 아웃사이드 베트 - 퍼시 역